# Sárgacsőrű csuszka
A sárgacsőrű csuszka (Sitta solangiae) a verébalakúak (Passeriformes) rendjébe, ezen belül a csuszkafélék (Sittidae) családjába tartozó faj.
A magyar név forrással nincs megerősítve, lehet, hogy az angol név tükörfordítása (Yellow-billed Nuthatch).

## Előfordulása
Kína délkeleti, Laosz délkeleti részén, valamint Vietnám területén honos. Erdők lakója, az erdőirtás veszélyezteti az élőhelyeit. A természetes élőhelye szubtrópusi és trópusi síkvidéki és hegyi esőerdők.

## Alfajai
- Sitta solangiae chienfengensis Cheng Tsohsin, 1964
- Sitta solangiae fortior Delacour & Greenway, 1939
- Sitta solangiae solangiae (Delacour & Jabouille, 1930)